# Panacea mamorensis
Panacea mamorensis är en fjärilsart som beskrevs av Hall 1917. Panacea mamorensis ingår i släktet Panacea och familjen praktfjärilar. Inga underarter finns listade i Catalogue of Life.